# Франьо Ґреґурич
Фра́ньо Ґре́ґурич (хорв. Franjo Gregurić, нар. 12 жовтня 1939 року, Лобор, Хорватське Загір'я, Королівство Югославія, нині Хорватія) — хорватський політичний діяч, колишній Голова Уряду Хорватії з липня 1991 до вересня 1992 року.

## Життєпис
Народився в селі Лобор, в хорватському краї Заґор'є. Навчався в Загребі в середній загальноосвітній школі з технічним ухилом, а потім на технічному факультеті Загребського університету. Його трудова біографія пов'язана з хімічними заводами «Радоня», що в Сісаку, та «Хромос», що в Загребі, де він піднявся по службі до посад технічного директора. Потім Ґреґурич обіймав високу керівну посаду в великій загребській державній компанії «Астра», яка займалася експортом до Радянського Союзу, тому деякий час він пропрацював у Москві.
На перших демократичних виборах 1990 року Франьо Ґреґурич прийшов у політику як член Хорватського демократичного союзу. У другому хорватському уряді в 1990 році він був віце-прем'єром. 17 липня 1991 р. президентом Франьо Туджманом його було призначено на пост прем'єр-міністра.
Коли він вступив на посаду, Хорватія була в дуже важкому становищі. Хоча 25 червня 1991 р. вона прийняла Акт про суверенітет і незалежність, але відклала подальші міжнародно-правові кроки на цьому шляху з причини тримісячного мораторію на вихід з Югославії, встановленого за посередництва Європейського співтовариства, і, таким чином, ще не стала міжнародно визнаною незалежною державою. На відміну від Словенії в Хорватії була відсутня необхідна військова інфраструктура, щоб протистояти заколотникам з Країни, які за підтримки Югославської народної армії почали збройну боротьбу проти нової хорватської влади. Вже через декілька тижнів, після кількох катастрофічних невдач новоствореного і недосвідченого хорватського війська, в його уряд ввійшли і члени інших політичних партій, представлених у хорватському парламенті (за винятком Хорватської партії права).
За правління цього уряду, пізніше названого «урядом національної єдності», Хорватія остаточно стала самостійною державою (Постанова Парламенту від 8 жовтня 1991 р.), після укладеного під егідою ООН перемир'я 3 січня 1992 р. по всій території Хорватії припинилися великомасштабні бойові дії, а 15 січня 1992 р. її було визнано міжнародним співтовариством. Це віталося як найбільше досягнення уряду Ґреґурича, тоді як сам Ґреґурич зажив доброї слави через свої м'які манери та управлінські навички. Його кабінет міністрів часто сприймався як яскравий приклад національної єдності в скрутній ситуації. Одначе ці досягнення слід сприймати у відповідному контексті. Зовнішня політика перебувала в руках Франьо Туджмана, тоді як оборона зосереджувалася в руках Гойко Шушака і військових посадовців, підзвітних тільки президентові. Це давало Ґреґуричу час на більш приземлені завдання, такі як випуск першої валюти Хорватії, створення хорватського управління повітряним рухом та інших установ, що раніше перебували в віданні федеральної югославської влади.
Та вже в лютому 1992 р., коли війна широким загалом почала сприйматися як закінчена, а на обрії зажевріли перспективи нових виборів, Уряд національної єдності дав збій. По-перше, його залишив голова ХСЛП Дражен Будіша, цим самим висловлюючи протест проти запропонованої урядом автономії для сербів Країни в обмін на їхнє визнання суверенітету Хорватії. Приклад Будіші наслідували представники інших партій, окрім ХДС. До кінця свого строку повноважень міністерські посади уряду Ґреґурича було повторно заповнено представниками ХДС.
На парламентських виборах 1992 року Ґреґурича обрано депутатом Сабору від партії ХДС, в якій він і залишався.
Пізніше, з 1993 по 2000 рік, Ґреґурич займав посаду голови Об'єднання хорватських пожежників.
Деякий час був головою Товариства хорватсько-української дружби, змінивши на цій посаді Івіцу Трнокопа.
У травні 2010 року Ґреґурич призначається головою наглядової ради в хорватській будівельній акціонерній компанії Institut IGH.